# Promno-Stacja
Promno-Stacja ist ein Dorf der Gemeinde Pobiedziska im Powiat Poznański in der Woiwodschaft Großpolen im westlichen Zentral-Polen. Der Ort befindet sich etwa 5 km westlich von Pobiedziska und 20 km nordöstlich der Landeshauptstadt Poznań und gehört zum Schulzenamt Borowo-Młyn.

## Geschichte
In den Jahren 1975 bis 1998 gehörte der Ort zur Woiwodschaft Posen.

## Verkehr
Der Haltepunkt Promno an der Bahnstrecke Poznań–Toruń liegt im Ort Promno-Stacja (stacja = Bahnhof).